# كاثرين كورلي أندرسون
كاثرين كورلي أندرسون (بالإنجليزية: Catherine Corley Anderson)‏ هي كاتبة سير وكاتِبة وكاتبة للأطفال أمريكية، ولدت في 21 مارس 1909، وتوفيت في 12 ديسمبر 2001.